# Temnora pylades
Temnora pylades är en fjärilsart som beskrevs av Rothschild och Jordan 1903. Temnora pylades ingår i släktet Temnora och familjen svärmare. Inga underarter finns listade i Catalogue of Life.